# Lutzenberg
Lutzenberg (toponimo tedesco) è un comune svizzero di 1 243 abitanti del Canton Appenzello Esterno.
Il comune si trova nell'ex distretto di Vorderland. È il comune più piccolo del Cantone, è l'unico comune senza una chiesa ed è costituito da due sezioni fisicamente separate, denominate Haufen-Brenden e Wienacht-Tobel, oltre a svariate case coloniche sparse.

## Geografia fisica
Lutzenberg ha un'area, a partire dal 2006, di 2,3 km quadrati. Di questa superficie, il 55,5% è utilizzato per scopi agricoli, mentre il 25,1% è boschivo. Il resto del territorio (19,4%) è abitato.

## Storia
Il comune di Lutzenberg è stato istituito nel 1658 con la divisione del comune soppresso di Kurzenberg nei nuovi comuni di Heiden, Lutzenberg e Wolfhalden.

## Società

### Evoluzione demografica
L'evoluzione demografica è riportata nella seguente tabella:
Abitanti censiti

## Infrastrutture e trasporti
La frazione di Wienacht-Tobel è servita dall'omonima stazione sulla ferrovia Rorschach-Heiden.

## Amministrazione
Ogni famiglia originaria del luogo fa parte del cosiddetto comune patriziale e ha la responsabilità della manutenzione di ogni bene ricadente all'interno dei confini del comune.